# Gothic Lolita

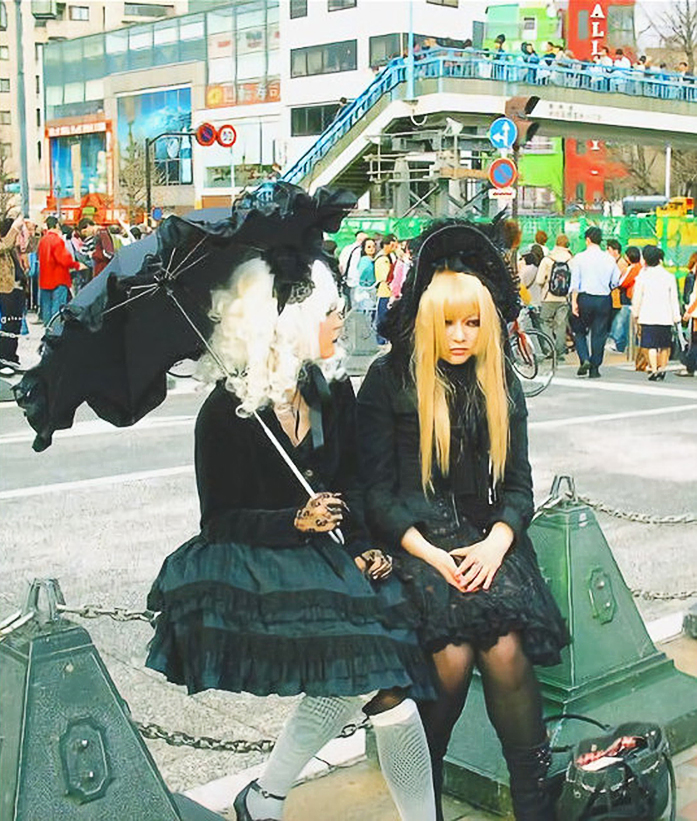
Due Gothic Lolita

Il Gothic Lolita (ゴシック・ロリータ?, Goshikku Roriita), spesso abbreviato in GothLoli (ゴスロリ?, Gosurori, talvolta anche Loli-Goth) è un tipo di abbigliamento nato in Giappone intorno alla fine degli anni novanta, in uso tra le adolescenti giapponesi e in parte tra giovani donne e uomini, ed è un sottogenere della moda Lolita.
Il termine Gothic Lolita viene spesso usato impropriamente in occidente per indicare l'intera moda Lolita, di cui è soltanto il tipo di stile più famoso.

## Storia
Il chitarrista Mana, famoso per esser il frontman dei Malice Mizer e dei Moi Dix Mois, fu il primo ad utilizzare il termine gothic per indicare questo tipo di stile della moda lolita, e nel 1999 fece del suo marchio Moi-même-Moitié, il primo brand ufficiale del Gothic Lolita. La moda Gothic Lolita divenne sempre più famosa nel resto del mondo dagli anni duemila grazie alla pubblicazione della prima rivista specializzata, la Gothic & Lolita Bible, e all'abbigliamento tenuto sempre dallo stesso Mana nei concerti.
Successivamente il Gothic Lolita fu prodotto anche da altri marchi.
La popolarità del GothLoli come uno stile distinto e con una sua comunità arriva all'apice tra il 2004 e il 2005. Attualmente è una delle più importanti e visibili sottoculture giovanili giapponesi.

## Stile
Lo stile Gothic Lolita, in contrasto con gli altri stili Lolita in cui viene utilizzato un trucco leggero, è caratterizzato da un trucco solitamente scuro, dark. Gli occhi sono molto definiti, con eyeliner e del khol, o molto sfumati, con dell'ombretto, di norma nero o di colori scuri; il rossetto è generalmente rosso scuro o vivo. Il trucco risulta comunque meno pesante di quello usato dalla moda gothic.
Nei vestiti, notevole l'uso del colore nero abbinato, a seconda dai capi, dal colore bianco, blu, rosso, viola, con merletti, ricami e fiocchi di questi colori. Cutsew, calze anche sopra il ginocchio e collant bianchi o neri sono comuni.
Alcuni degli elementi più caratteristici dello stile sono i cappelli usati, come i mini cilindri, le mini corone e gli accessori ispirati all'epoca vittoriana come parasole e talvolta anche delle cuffie da neonato. Sono molto usate le fasce per i capelli, con decorazioni quali fiocchi, fiori e nastri più o meno lunghi. Altri accessori usati sono borse e borsette, talvolta a forma di pipistrello, bara e crocifisso, così come orologi da tasca o orsacchiotti di peluche (spesso anch'essi decorati in tema gotico).

### Elegant Gothic Lolita
L'Elegant Gothic Lolita (EGL) è un tipo di moda nata nel 1999 in Giappone, basata sul connubio tra Gothic Lolita e goth, creata dal musicista e stilista Mana, per il suo marchio Moi-même-Moitié. Lo stile EGL ha consacrato la nascita della più conosciuta variante della moda Lolita, ovvero la moda Gothic Lolita. Fulcri della diffusione di questo stile sono il quartiere di Tokyo Shinjuku e la città di Nagoya, in Giappone.
Il termine "Elegant Gothic Lolita" o "EGL" può essere applicato solo alla linea di abiti di stile Gothic Lolita prodotti dalla Moi-même-Moitié.

Il marchio di Mana produce per metà capi di abbigliamento Elegant Gothic Aristocrat e per l'altra metà Elegant Gothic Lolita; lo stile Elegant Gothic Aristocrat differisce dall'EGL, combinando la moda gotica con la moda aristocratica.
Lo stile dell'EGL è quello Gothic Lolita,quindi si basa sull'estetica della moda vittoriana, con l'uso di colori austeri come il nero, il bianco e una vasta gamma di colori scuri, pur rimanendo coerente ai canoni della moda Lolita, facendo quindi un largo uso di accessori e linee fanciullesche ed infantili. L'altra linea di Moi-même-Moitié, l'Elegant Gothic Aristocrat è invece improntata su uno stile più maturo, a differenza della moda EGL.

## Cultura
In Giappone gli abiti vengono prodotti in massa. Hanno però una particolare visibilità nelle strade di Tokyo e Osaka, in televisione, nei manga e nei videogiochi. La moda attualmente comincia a diffondersi all'estero grazie all'influenza di famosi personaggi musicali come Mana.
Il grande magazzino che è anche il fulcro della moda GothLoli è il Marui Young, a Shinjuku dopo che il suo predecessore, Marui One, ha chiuso alla fine di agosto del 2004. Questo grande magazzino ha quattro piani interamente dedicati allo stile Gothic Lolita e agli stili correlati. Possono essere trovati moltissimi negozi anche nella zona tra Harajuku e Shibuya.
Le Gothic Lolita nonostante il look vistoso e trasgressivo non si oppongono alla società e ai modelli culturali tradizionali giapponesi in modo così netto come viene spesso scritto in occidente.
Famose band visual kei come Malice Mizer e Moi Dix Mois, hanno adottato e diffuso questa moda. Attualmente però non è esclusivamente associata a quel particolare genere musicale. Gli individui che seguono questo stile sono soliti ascoltare anche J-rock o musica gothic.

### Anime e manga
Alcuni manga ed anime recenti nei quali figurano personaggi che vestono Gothic Lolita sono: 
- Nana (Misato)
- Curiosando nei cortili del cuore (P Chan)
- Rozen Maiden
- In Red Garden lo stile gothic lolita viene ripreso spesso nei disegni della copertina del manga.
- Shugo Chara - La magia del cuore (Utau Hoshina)
- Death Note (Misa Amane)
- Black Rose Alice
- Karin (Anju)
- In alcuni manga, come Othello, la moda Lolita viene proposta come un metodo per distinguersi dagli altri ed essere meno timidi.
- One Piece (Perona)
- La miniserie prodotta dalla Marvel Comics Livewires è improntata su un Life Model Decoy che si autodefinisce "Gothic Lolita" dopo che sceglie di seguire questa moda durante una missione in Giappone.
- Beelzebub (Hildegarde)
- Gosick (Victorique)
- A Certain Scientific Railgun (Febri)
- Danganronpa: Trigger Happy Havoc (Celestia Ludenberg)
- Date A Live (Kurumi Tokisaki)